# Capitano Rex
Il Capitano Rex, noto anche come Rex, il cui numero di designazione è CT-7567, è un personaggio immaginario dell'universo di Guerre stellari. Apparso per la prima volta nel film Star Wars: The Clone Wars, in seguito è comparso con un ruolo di rilievo anche nella serie televisiva omonima. Il personaggio è basato sul clone Alpha della Dark Horse Comics cui George Lucas propose in seguito di dargli il nome di Rex. È stato anche reintrodotto a partire dalla seconda stagione della serie Star Wars Rebels. In tutte le serie in cui è comparso è doppiato da Dee Bradley Baker, che presta la voce anche a tutti i cloni.
Clonato da Jango Fett, è un Clone trooper capitano al comando della legione 501 dell'esercito della Repubblica, al servizio di Anakin Skywalker e Ahsoka Tano, durante le guerre dei cloni. Dopo la nascita dell'Impero Galattico, è probabilmente l'unico clone, assieme a Wolffe e Gregor, a non aver eseguito l'Ordine 66 dopo che Ahsoka lo ha aiutato a rimuovere il chip che lo avrebbe spinto ad assassinare i Jedi. In seguito si unirà ad un gruppo di ribelli, di cui fa parte anche Ahsoka.
Accolto positivamente dai fan e dalla critica, il 25 giugno 2013 il sito IGN lo ha inserito al 36º posto nella "Top 100" dei migliori personaggi di Guerre stellari.

## Creazione e sviluppo

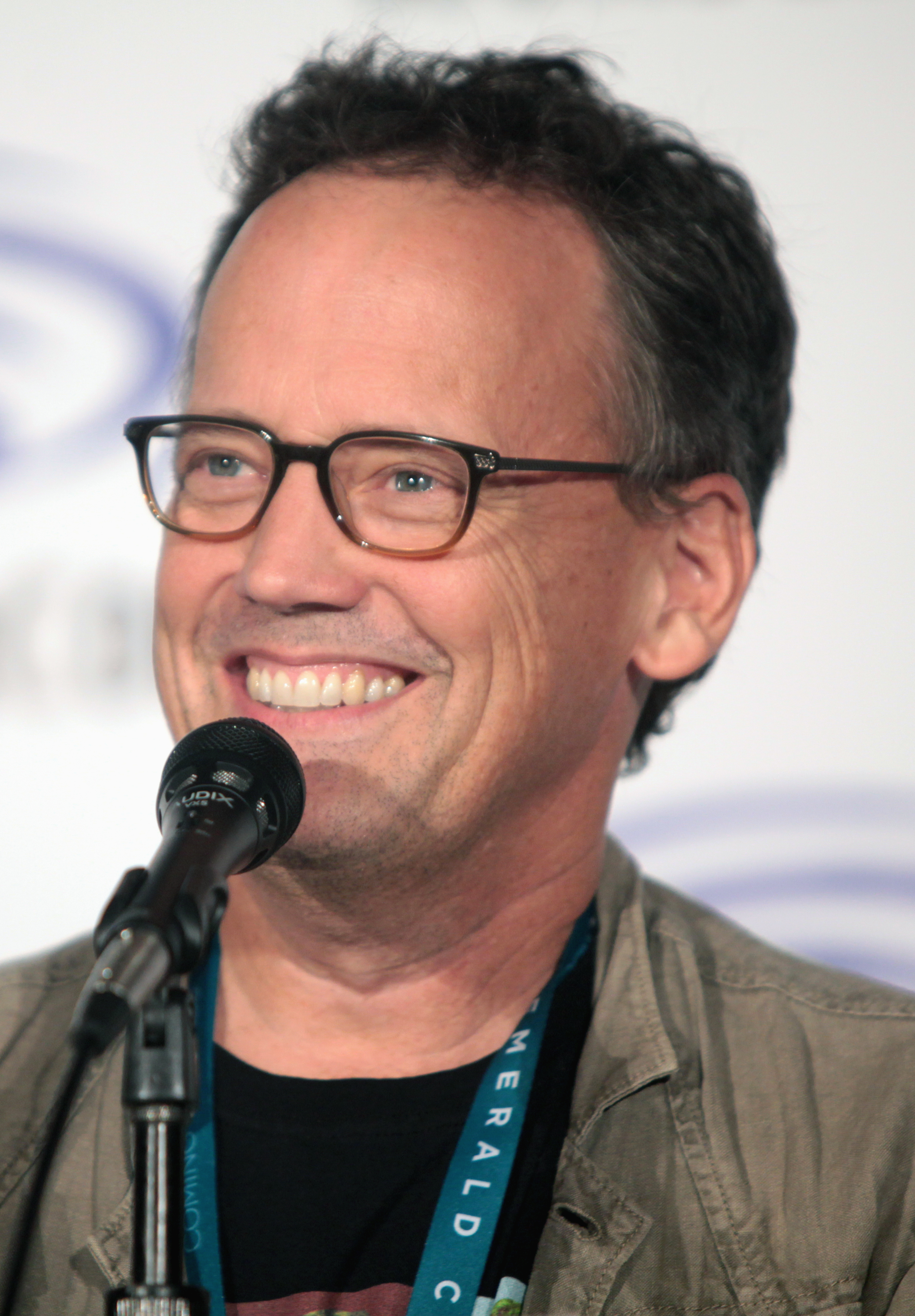
Dee Bradley Baker, doppiatore di Rex e di tutti gli altri cloni in Star Wars: The Clone Wars.

Sviluppato per il film Star Wars: The Clone Wars era stato chiamato inizialmente Alpha-17, presentato nel fumetto Star Wars: Republic, e avrebbe dovuto essere il principale Clone trooper. Tuttavia, poiché Anakin Skywalker, Ahsoka Tano, e R2-D2 erano anch'essi personaggi principali, il creatore della saga George Lucas decise di cambiare il nome in "Rex" per non creare allitterazione tra i personaggi (iniziano tutti con la lettera "A": in originale R2-D2 si dice Artoo). In precedenza, il capitano Rex era il droide pilota inesperto RX-24 di Star Tours.
Il doppiatore Dee Bradley Baker dà la voce a Clone trooper in The Clone Wars, tra cui Rex. Per differenziare i personaggi, Baker ha dato ad ogni personaggio un tono diverso a seconda della personalità di ogni clone. Per aiutare con la performance vocale, Baker e il supervisore della serie Dave Filoni hanno sviluppato un "triangolo clone" in cui sono stati programmati i personaggi e la loro personalità. Rex, caratterizzato come il tipo di personalità centrale alla quale gli altri cloni aspirano, è stato posto al centro, e gli altri cloni, che rappresentavano un eccesso di determinate caratteristiche relative a Rex, sono stati collocati intorno ai bordi del triangolo.
Filoni ha voluto affrontare per la serie principalmente i destini di Rex e Ahsoka, perché non compaiono ne La vendetta dei Sith, che è stato rilasciato prima di The Clone Wars, ma viene dopo cronologicamente. Nel mese di aprile 2011, ha fatto capire che le storie dei due personaggi possono essere collegate dicendo: ". Un sacco di gente dice che vogliono sapere di più su di lei [Ahsoka], e su Rex". Filoni ha dichiarato inoltre che il team di produzione sta impegnandosi nello scrivere archi narrativi per Rex, per poter continuare a raccontare la storia del personaggio fino alla fine della serie.
Al momento della cancellazione della serie nel marzo del 2013, erano in produzione gli episodi delle stagioni 6, 7 e 8. Uno di questi archi mai realizzati, avrebbe dovuto mostrare la storia di Rex e Ashoka durante gli eventi del film La vendetta dei Sith.

## Caratterizzazione
Lo Star Wars Databank descrive Rex come uno "pratico da manuale" oltre che "esemplare Clone trooper, coraggioso in battaglia e attento agli uomini che servono sotto di lui" e che deve adattarsi al suo "testardo" generale Jedi Anakin Skywalker. Per lui la più alta vocazione di un soldato è il dovere, anche se le sue certezze vacillano nel corso delle guerre dei cloni arrivando a mettere in discussione le finalità del conflitto. Nel Databank è spiegato come Rex provi ad ammirare ed imitare l'improvvisazione del suo generale Jedi Anakin. In Le Tenebre di Umbara, Anakin descrive Rex come la sua "primo in azione" e secondo a nessuno per lealtà e per le sue capacità.
Rex si distingue per i capelli rasati e biondi e per gli occhi di falco stilizzati che adornano i suoi caschi; come tutti i membri del 501ª Legione, la sua armatura reca la marcatura blu. L'armatura di Rex della Fase II presenta dei segni incisi a rappresentare chi ha ucciso, mentre Filoni ritiene che Rex "sta diventando qualcosa di più di una leggenda" perché è "un sopravvissuto a lungo termine delle guerre dei cloni". Egli porta anche una cicatrice sul mento in omaggio all'attore Harrison Ford, che ha interpretato Ian Solo nella trilogia originale.

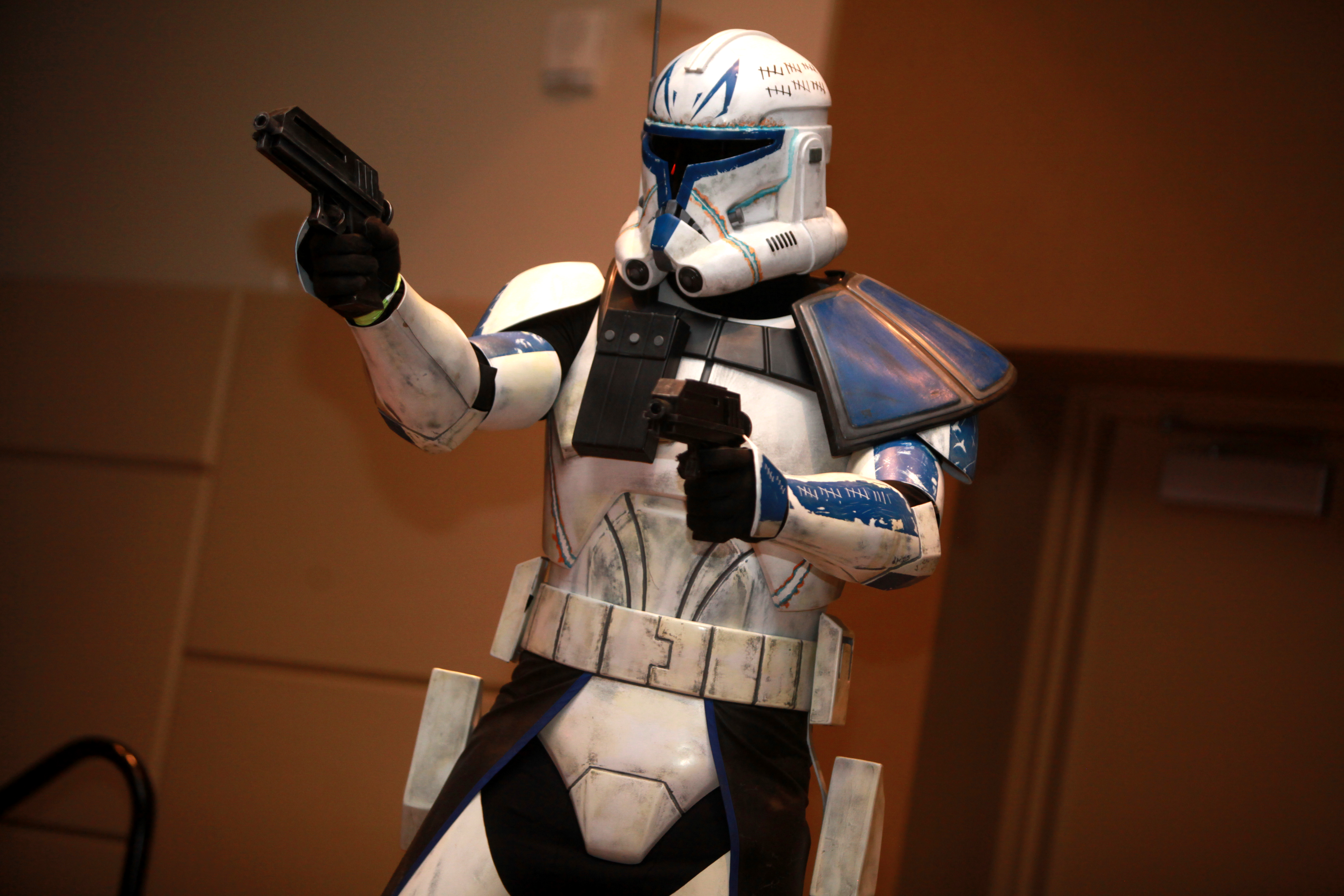
Cosplayer di Rex con casco "Fase II"

Il design del casco di Rex "Fase II", alla prima apparizione nella quarta stagione, è composta da elementi sia della fase più vecchia vista in Episodio II, sia di quella più nuova dei caschi di Episodio III. La visiera a forma di T del suo nuovo casco usa il design del vecchio visore come base e ha mantenuto le vecchie proporzioni, richiedendo alcuni elementi per permettergli essere abbassato. Filoni ha anche definito questo casco "specializzato" come un "miscuglio di equipaggiamenti vecchi e nuovi". Rex continua ad indossare il suo casco di "Fase II" e parti della sua armatura da clone nella serie Rebels.

## Apparizioni

### Film

#### The Clone Wars
CT-7567, come tutti i suoi fratelli, nasce come clone del grande cacciatore di taglie Jango Fett su Kamino. Com'era usanza tra i cloni, gli venne dato il soprannome di "Rex" e dopo non molto tempo egli si distinse per le sue grandi doti di combattente, tanto da venire eletto capitano della legione 501 sotto il comando di Anakin Skywalker.
La guerra costrinse molte volte gli uomini della legione 501 di andare a liberare molti pianeti sotto la stretta dei separatisti. Così, Rex e i suoi uomini vennero spesso trasferiti di pianeta in pianeta. Durante l'assedio al pianeta Christophis, Rex, Anakin Skywalker e Obi-Wan Kenobi conobbero Ahsoka Tano futura padawan di Skywalker. Il pianeta fu liberato dai separatisti, ma la 501ª fu nuovamente trasferita.
Il figlio di Jabba the Hutt era stato rapito. Skywalker radunò in fretta i suoi uomini e partì all'istante. Dopo una breve battaglia per raggiungere un monastero abbandonato, Anakin insieme ad Ahsoka, andò a liberare il figlio del signore del crimine, mentre Rex e i rimanenti della compagnia Torrent controllavano fuori la situazione. Le forze separatiste tornarono; così Skywalker fuggì per portare il figlio di Jabba a Tatooine, mentre Rex cercava con qualunque mezzo di fermare l'armata droide. Rimasti in solo sei uomini, Rex udì nel suo elmo il segnale d'arrivo del 212º battaglione d'attacco. Grazie a un diversivo riuscì a confondere i droidi tanto quanto bastava che il generale Kenobi arrivasse e salvasse i soldati superstiti.

#### Il ritorno dello Jedi
Dave Filoni sostiene la teoria dei fan, confermata dalla quarta stagione di Rebels, secondo cui Rex sarebbe il membro più anziano del gruppo dei ribelli di Ian Solo su Endor nel film Il ritorno dello Jedi.

### Televisione

#### The Clone Wars
Durante la Seconda Battaglia di Geonosis il Capitano Rex e i suoi uomini facevano parte del gruppo del generale Anakin Skywalker e della sua Padawan Ahsoka Tano. Andando verso il punto d'atterraggio concordato, la cannoniera di Rex e dei due Generali fu colpita dall'artiglieria dei Geonosiani, e si schiantò al suolo. Rimasti in pochi, i soldati e i Jedi affrontarono un gruppo di nativi, e proseguirono verso il luogo concordato, tagliati fuori dalle comunicazioni. Purtroppo si ritrovarono davanti un muro corazzato, una fortezza, come la definì l'ammiraglio Wullf Yularen. Mente Rex e i suoi uomini fornivano copertura, Anakin e Ahsoka scalarono le pareti del canyon in cui era inserita la parete, e distrussero la costruzione lanciando all'interno uno zaino colmo di granate.
Superato il muro, il gruppo proseguì fino ad incontrare il Generale Ki-Adi-Mundi e i suoi soldati. Per finire, mentre una squadriglia di bombardieri Y-Wing bombardava un folto gruppo di nemici, le due squadre si ricongiunsero con le forze del Generale Obi-Wan Kenobi. Finalmente tutti arrivati al punto d'atterraggio, Anakin, Ahsoka, Rex e un gruppetto di soldati ben addestrati della 501ª penetrarono nello scudo che proteggeva le fonderie Geonosiane, e assaltarono la linea di difesa nemica, smagnetizzando le strumentazioni. In questo modo dei camminatori AT-TE entrarono nello scudo abbastanza da poter distruggere il generatore a cannonate. Al termine di questa operazione, la Repubblica poté inviare rinforzi e cannoniere per l'evacuazione.
Ma l'avventura non era ancora finita. Tra i rinforzi arrivò la maestra Luminara Unduli e la sua educata Padawan Barriss Offee; le due Padawan, Ahsoka e Barriss, vennero inviate a distruggere i pannelli di controllo delle fonderie passando per un intrico di gallerie sotterranee. Per distrarre i Separatisti, Anakin escogitò un piano: fece passare le truppe e i camminatori in parata sopra il ponte che collegava le fonderie alla zona esterna. I nemici non aspettarono nemmeno un attimo, e iniziarono a sparare sui soldati in schiera. La battaglia fu dura, soprattutto quando dalle fonderie uscirono una decina di Super Carri Droidi, con scudi al plasma resistentissimi e armamenti bellici spaventosi. Anakin bloccò l'avanzata dei carri distruggendo il ponte, anche se avevano subito perdite pesanti tra soldati e mezzi. Alla fine, le Padawan riuscirono a distruggere la fonderia principale, rimanendo però intrappolate nelle macerie. Vennero salvate dalle cannoniere che intervennero istantanee poiché la zona critica era stata liberata.
Rex era un buon amico di Ahsoka e infatti fu sempre convinto della sua innocenza quando venne accusata dell'omicidio di Letta Thurmond e dell'attentato al Tempio Jedi nel 20 BBY (in realtà commesso da Barriss Offee).
Nel 19 BBY, assieme a metà della 501ª legione, prende parte all'assedio di Mandalore per aiutare Ahsoka a catturare Maul e portarlo davanti alla giustizia. Tuttavia, durante il viaggio di ritorno a Coruscant, viene contattato da Darth Sidious in persona per eseguire l'Ordine 66. Ahsoka riesce però a rimuovere il suo chip inibitore e insieme a lei fugge per nascondersi dal nuovo Impero Galattico.
The Bad Batch
Il Capitano Rex compare in un episodio della serie, ambientata poco dopo gli eventi narrati nell'ultima stagione di The Clone Wars, dove incontra i membri della Clone Force 99 e li aiuta a rimuovere il loro chip inibitore, spiegando loro la pericolosità dei chip, responsabili dell'Ordine 66 attuato da Darth Sidious.

#### Rebels
Nel 4 BBY, quindici anni dopo la fondazione dell'Impero Galattico, Rex apparve dinanzi al gruppo di ribelli formato da Kanan Jarrus, Ezra Bridger, Hera Syndulla, Sabine Wren e Garazeb Orellios. Si scopre infatti che Rex aveva scelto di non unirsi all'esercito Imperiale e di vivere quindi da nomade assieme ai suoi fratelli Wolffe (CC-3636) e Gregor (CC-5576-39) sul pianeta Seelos. Partecipa quindi come parte attiva alla ribellione contro l'Impero, poiché deciso ad aiutare la sua vecchia amica Ahsoka (unitasi anche lei al gruppo di Kanan ed Ezra). Grazie al loro aiuto, Rex e i suoi due fratelli, a bordo del loro vecchio AT-TE, riescono a respingere gli AT-AT dell'agente imperiale Kallus e a fuggire da Seelos, prendendo dunque parte attivamente nella ribellione. Inizialmente non sembra avere buoni rapporti con Kanan (poiché questi era arrabbiato con lui per essere un clone ed era cosciente di ciò che i cloni avevano fatto ai Jedi durante l'Ordine 66) ma, quando questi giunge in suo soccorso per salvarlo dallo spregevole ammiraglio imperiale Brom Titus, i due diventano buoni amici.
Nell'ultimo episodio della quarta e ultima stagione di Rebels viene scoperto che Rex ha combattuto nella battaglia di Endor insieme all'alleanza ribelle.

#### Ahsoka
Il Capitano Rex compare brevemente durante i flashback dell'episodio 5 della serie Ahsoka. Compare prima durante l'occupazione di Ryloth indossando l'armatura di fase 1 e poi compare di nuovo, complimentandosi con Ahsoka, durante l'assedio su Mandalore, ambientato durante la settima stagione di The Clone Wars, indossando la sua iconica armatura di fase 2

### Legends
Con l'acquisizione della Lucasfilm da parte di The Walt Disney Company nel 2012, la maggior parte dei romanzi e fumetti di Guerre stellari prodotti su licenza sono stati inseriti nel brand Star Wars Legends e dichiarati non canonici al franchise nel mese di aprile del 2014.
Dal momento della sua introduzione in The Clone Wars, Rex è apparso anche in fumetti, romanzi e videogiochi dell'universo espanso di Guerre stellari.

## Merchandise
Rex è il personaggio principale del merchandising dei prodotti di Guerre stellari nel 2010, creato da Pilot Studio. Inizialmente avrebbe dovuto essere Anakin Skywalker a rappresentare il marchio, ma in seguito si è optato per Rex, un personaggio dal carattere forte e coraggioso che è chiaramente uno degli eroi di The Clone Wars. Pilot Studio era inizialmente riluttante ad usare Rex poiché il suo casco non permetteva di vedere gli occhi, un elemento importante nella linea commerciale.

## Accoglienza

### Recensioni
Il Capitano Rex è diventato uno dei personaggi favoriti tra i fan. Dave Filoni ha osservato che mentre i fan più anziani sono stati entusiasti di vedere il Gran Moff Tarkin e Chewbecca in Star Wars: The Clone Wars, i fan più giovani sembravano preferire personaggi come Rex. Il suo doppiatore Dee Bradley Baker è rimasto sorpreso nel vedere il personaggio ben voluto poiché i cloni non sono molto caratterizzati nei film.
Rex è stato classificato al 36º posto nella "Top 100" dei migliori personaggi di Guerre stellari secondo IGN, dove viene descritto per avere un "nome stupido", ma "duro". La sua capacità di evolversi e adattarsi come personaggio e come soldato è visibile in particolare nel suo iniziale disprezzo ma poi divenuto simpatia verso un Clone trooper disertore. Eric Goldman ha definito un momento clou ed emozionante il momento del ritrovo tra Rex ed Ahsoka nell'episodio Resti della Vecchia Repubblica della serie Star Wars Rebels. Goldman ha anche notato che la reintroduzione di Rex e la completa fiducia di Ahsoka in lui ha sollevato più di una domanda a proposito di ciò che ha fatto Rex negli anni tra The Clone Wars e Rebels.